# Margot Honecker
Margot Honecker, née Margot Feist le 17 avril 1927 à Halle-sur-Saale et morte le 6 mai 2016 à Santiago (Chili), est une femme politique est-allemande. Elle est ministre de l'Éducation de 1963 à 1989 et Première dame de la RDA de 1976 à 1989, épouse d'Erich Honecker, chef d'État de la RDA et secrétaire général du parti au pouvoir, le Parti socialiste unifié d'Allemagne (SED).

## Biographie

### Enfance et études
Née à Halle, Margot Feist est la fille d'un cordonnier et d'une ouvrière. Ses parents sont membres du Parti communiste d'Allemagne (KPD) et persécutés sous le nazisme. Son père est déporté à Buchenwald. Après ses études à l'école élémentaire, elle fait partie de la Bund Deutscher Mädel de 1938 à 1945. Sa mère décède en 1940 alors qu'elle n'a que 13 ans.
Son frère, Manfred Feist, est le chef du département d'informations pour les étrangers au sein du Comité central du SED.

### Carrière politique

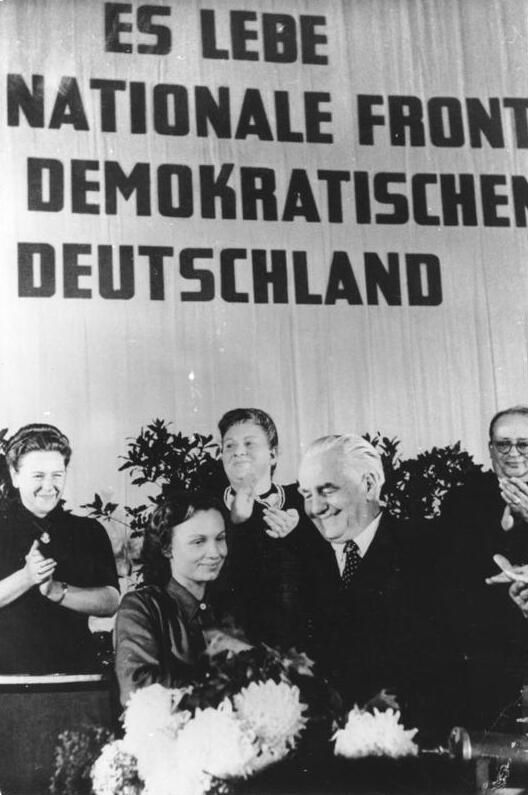
Margot Honecker félicitant Wilhelm Pieck qui vient d'être élu premier président de la RDA, en 1949.

En 1945, Margot Feist adhère au Parti communiste d'Allemagne (KPD). Un an plus tard, elle devient membre du Parti socialiste unifié d'Allemagne (SED), issu de la fusion du SPD et du KPD. Elle travaille comme sténo-dactylographe au conseil d'administration du Land de Saxe-Anhalt. En 1946, elle devient membre du secrétariat du Conseil d'administration de la Jeunesse libre allemande (FDJ) à Halle. Ensuite, elle connaît une ascension fulgurante par le biais de divers ministères. En 1947, elle est la chef du département de la Culture et de l'Éducation au conseil d'administration de la FDJ et, en 1948, secrétaire du Conseil central de la FDJ ainsi que présidente de l'organisation des pionniers Ernst Thälmann.
Margot Feist est députée du parlement temporaire de RDA entre 1949 et 1950. En 1950, à l'âge de 22 ans, elle est élue à la nouvelle Chambre du peuple (Volkskammer). Elle rencontre son futur époux, Erich Honecker déjà marié à cette époque, lors de réunions de la FDJ, alors qu'il en est le directeur. Ils entament une liaison et Margot Feist donne naissance en 1952 à Sonja. Erich Honecker divorce pour épouser Margot un an plus tard.

#### Ministre de l'Éducation
Margot Honecker est de 1963 à 1989 ministre de l'Éducation (Ministerin für Volksbildung) de la République démocratique allemande. Elle est l'épouse d'Erich Honecker, président du Conseil d'État de la RDA de 1976 à 1989 et Secrétaire général du comité central du SED : elle est ainsi ministre bien avant que son époux n'accède à la présidence de l'État.
Le 25 février 1965, elle fait adopter la loi dite de l'uniformisation du système scolaire socialiste, imposant ainsi des normes idéologiques standards à tenir dans toutes les écoles, collèges et universités du pays. En 1978, contre l'avis de l'Église catholique romaine et de nombreux parents, elle introduit des cours d'éducation militaire (Wehrkunde) pour les classes de fin du cycle secondaire : ils comportent notamment le maniement d'armes, comme le ZU-23-2 et le KK-MPI. Elle crée également un système qui permet d'enlever leurs enfants aux familles qui ne sont pas jugées conformes selon la vision du régime (familles ayant tenté de fuir la RDA, familles monoparentales, familles d'opposants et autres cas dit « asociaux »),. Des milliers d'enfants seront ainsi enlevés à leurs parents ; c'est aussi à cause de ce système que Margot Honecker va fuir le pays après la chute du régime, étant responsable de ces drames.

### Fin de la RDA et fuite au Chili

#### Chute et fuite
En novembre 1989, à la suite d'importants changements politiques en URSS et des troubles en RDA qui amorcent la fin du pays, Margot Honecker démissionne de son poste auprès du Conseil des ministres. Willi Stoph devient pour quelque temps son successeur au ministère de l'Éducation. En janvier 1990, le couple est « jeté à la rue », incarcéré peu de temps puis hébergé à Lobetal par Uwe Holmer, un pasteur du Brandebourg pourtant considéré comme un ennemi de l'État par le régime communiste ; aucun de leurs anciens camarades du parti ne les aide.
En 1990, poursuivi par la justice allemande, le couple s'enfuit à Moscou. Margot Honecker est notamment accusée d'avoir organisé des arrestations politiques massives, d'avoir fait séparer de force des enfants de parents dissidents pour les faire adopter par d'autres couples. En 1992, de nouveau poursuivie par la justice et à la suite des bouleversements politiques entraînés par la dissolution de l'URSS, elle s'envole pour Santiago du Chili. Elle y retrouve sa fille Sonja Yáñez Betancourt, son gendre Leo Yáñez Betancourt, et leur fils Roberto Yáñez.
Après avoir été libéré en 1993 par les autorités de l'Allemagne réunifiée, pour des raisons médicales, Erich Honecker la rejoint. Il décède le 29 mai 1994 à l'âge de 81 ans, à Santiago, d'un cancer du foie. Son corps est incinéré ; son épouse décide de conserver ses cendres.

#### Exil
En 1999, elle échoue dans son entreprise de poursuivre judiciairement le gouvernement allemand et de lui réclamer 60 300 euros, pour la confiscation de ses biens après la réunification. Son recours en 2001 devant la Cour européenne des droits de l'homme est également un échec. Elle perçoit néanmoins une pension de retraite de 1 500 euros de la République fédérale, qu'elle qualifie en 2012 de « honteusement insuffisante ».
En 2000, Luis Corvalan, ancien secrétaire général du Parti communiste du Chili, publie un livre L'autre Allemagne - la RDA. Discussions avec Margot Honecker, dans lequel celle-ci expose de son point de vue l'histoire politique de la RDA.
Le 19 juillet 2008, à l'occasion du 29e anniversaire de la révolution sandiniste au Nicaragua, Margot Honecker est décorée de l'« ordre de l'indépendance culturelle Ruben Dario », des mains du président Daniel Ortega. Elle obtient cette récompense en reconnaissance de son soutien et de son aide lors la campagne nationale contre l'analphabétisme dans les années 1980. C'est alors sa première apparition publique depuis la chute du mur de Berlin. Elle ne prononce pourtant aucun discours. Les chefs d'État du Paraguay et du Venezuela, respectivement Fernando Lugo et Hugo Chávez, ont également pris part aux célébrations, à Managua.
En octobre 2009, Margot Honecker célèbre le 60e anniversaire de la fondation de la RDA avec d'anciens exilés chiliens qui avaient demandé l'asile en Allemagne de l'Est. Elle a chanté un chant patriotique est-allemand et a prononcé un long discours dans lequel elle a affirmé que les Allemands de l'Est avaient « une belle vie en RDA », tout en fustigeant le capitalisme et en assurant que les résultats du parti de gauche radicale Die Linke ne faisait que progresser.
Dans une interview publiée en 2012, elle affirme ne rien regretter du temps de la RDA, qualifie les opposants du régime de « criminels » et ses victimes de « stupides », nie la répression policière organisée par le gouvernement (déclarant  « Nous avions des ennemis, nous avions donc besoin d'une police d'État ») et notamment l'existence des adoptions forcées, qui se sont déroulées sous sa direction alors qu'elle était ministre. Elle affirme enfin : « Nous aurions fait de grandes choses si la RDA avait duré vingt ans de plus ».
Elle meurt en 2016 à Santiago du Chili à l'âge de 89 ans.

## Surnoms
Ministre de l'Éducation, très crainte, connue pour ses idées politiques radicales, Margot Honecker était surnommée « la sorcière violette », en raison de sa teinture capillaire et « Miss Bildung », un jeu de mots entre les mots allemands « Bildung » (éducation, culture, formation) et « Missbildung » (malformation).

## Distinction
Margot Honecker est décorée en 1964 de l'ordre du Mérite patriotique (Vaterländischer Verdienstorden), section « Or ».

## Galerie

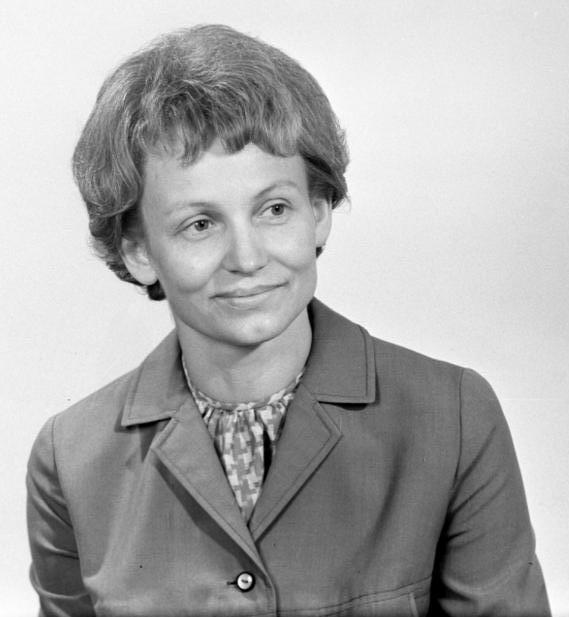
Photographie officielle (1967).
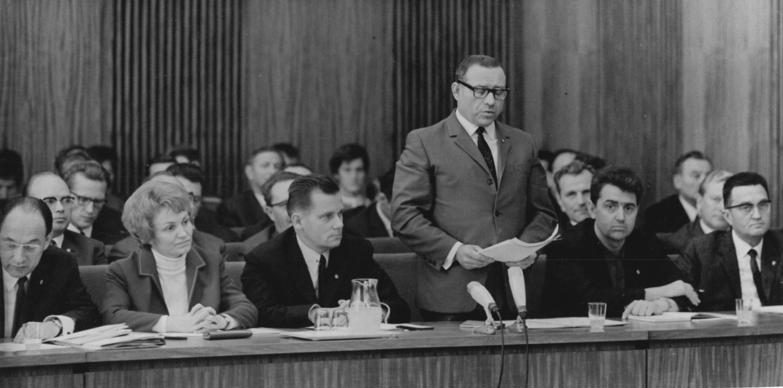
Lors de la 11e séance du Conseil d'État (1968).
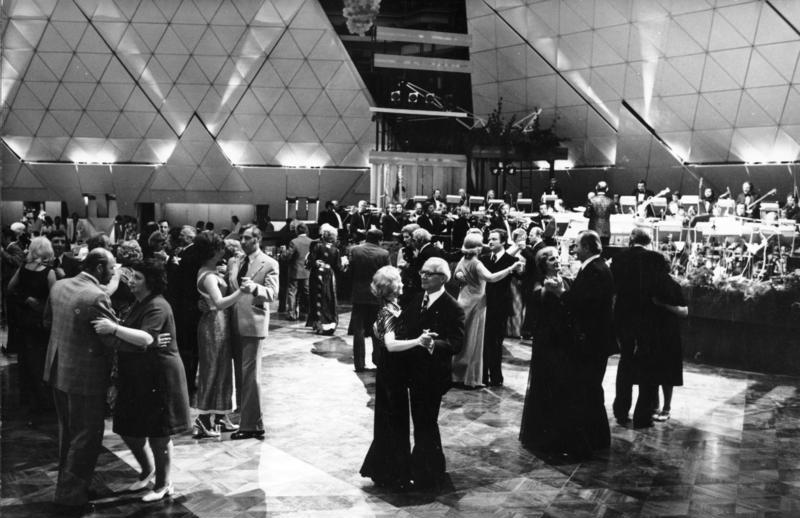
Au banquet d'inauguration du palais de la République, à Berlin (1976).
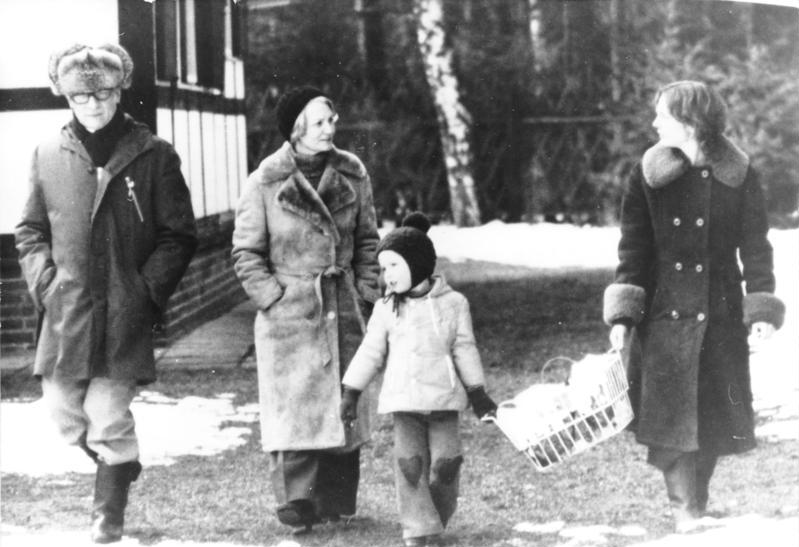
Erich Honecker, son épouse Margot, leur fille Sonja et leur petit-fils Roberto,  en promenade (1977).
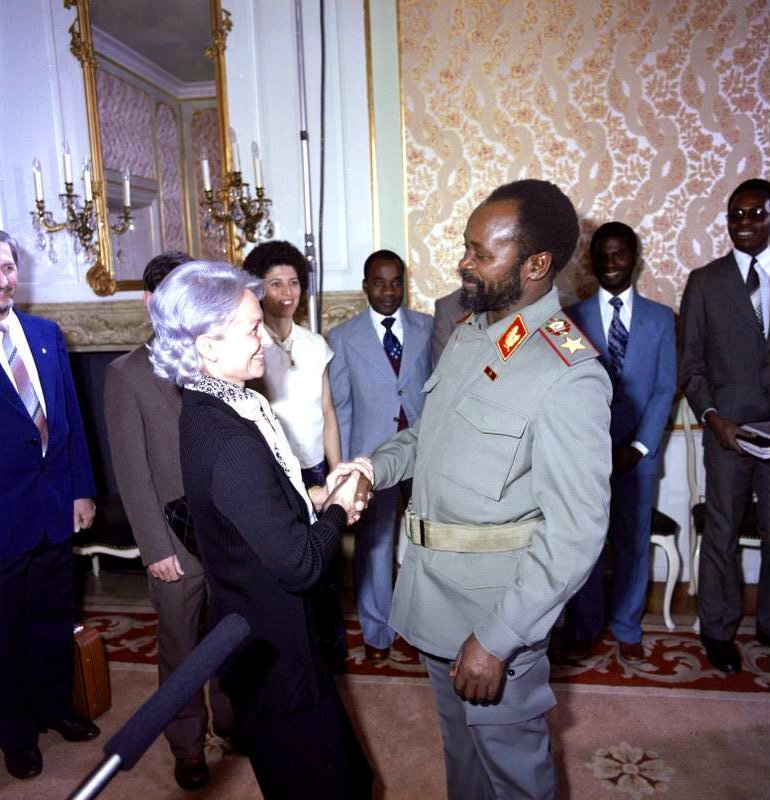
Rencontre avec Samora Machel, président de la République populaire du Mozambique (1983).
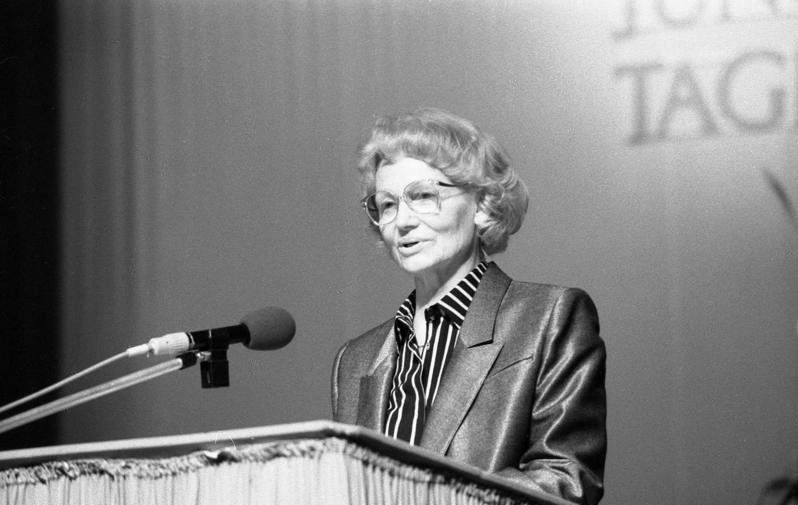
Lors d'un discours à Potsdam (1988).
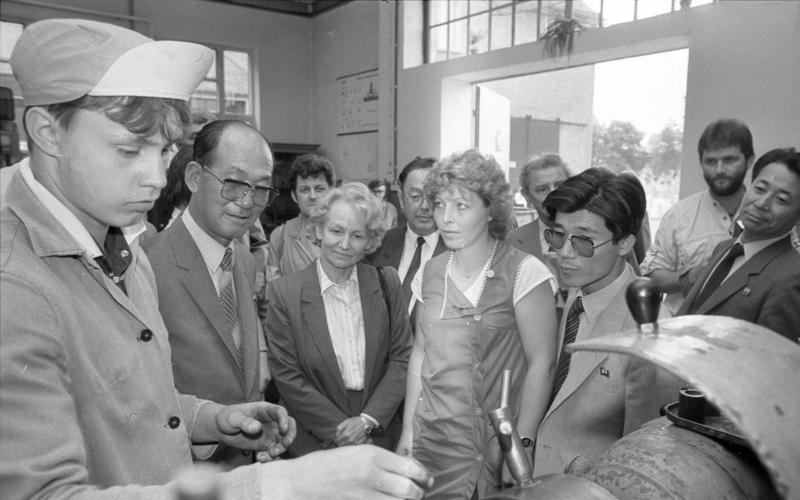
Visite du Polytechnischen Zentrum de Rothenschirmbach, avec le ministre de l'Éducation nord-coréen Li Jong Ju (1988).
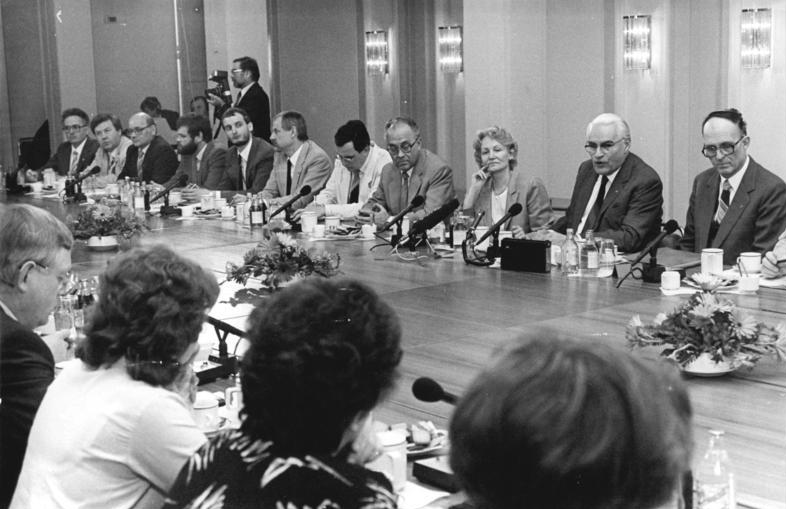
Réunion sur l'éducation dans les locaux des chrétiens démocrates d'Allemagne de l'Est (1989).

## Ouvrage d'entretiens
- 2000 : Luis Corvalán, Gespräche mit Margot Honecker über das andere Deutschland.